# سيمون براون (ملاكم)
سيمون براون (بالإنجليزية: Simon Brown)‏ هو ملاكم جامايكي يصنف ضمن فئة وزن الوسط. حقق بطولتين للعالم في وزن الويلتر ووزن الوسط.

## إحصائيات
خاض خلال مسيرته 59 نزالا، فاز في 47 وخسر في 12. فاز بالضربة القاضية في 34 نزالا.

## روابط خارجية
- سيمون براون على موقع بوكس ريك (الإنجليزية) (registration required)